# Mordellistena dolobrata
Mordellistena dolobrata es una especie de coleóptero de la familia Mordellidae.

## Distribución geográfica
Habita en Perú.